# In the Future
In The Future é o segundo álbum de estúdio da banda canadense de rock alternativo, Black Mountain. Uma edição limitada do álbum foi lançada no mesmo dia com 3 faixas bônus em um segundo disco. Ele estreou na UK Albums Chart na posição # 72.
A arte do álbum foi desenhada pelo tecladista Jeremy Schmidt, que foi influenciado pelo trabalho de Storm Thorgerson.
O álbum foi indicado para o Polaris Music Prize 2008.
Franz Nicolay, de The Hold Steady, listou o álbum como um de seus favoritos entre os álbuns lançados em 2008.

## Faixas
1. "Stormy High" - 4:32
2. "Angels" - 3:07
3. "Tyrants" - 8:00
4. "Wucan" - 6:01
5. "Stay Free" - 4:29
6. "Queens Will Play" - 5:15
7. "Evil Ways" - 3:25
8. "Wild Wind" - 1:42
9. "Bright Lights" - 16:37
10. "Night Walks" - 3:55

## Disco 2 (apenas na edição limitada)
1. "Bastards of Light" - 5:09
2. "Thirteen Walls" - 7:06
3. "Black Cat" - 2:51